# Georg von Ammon
Georg Kurt August von Ammon (* 17. Mai 1869 in Dresden; † 2. Februar 1937 in Weimar) war ein Vizeadmiral der Kaiserlichen Marine und zuletzt von November 1917 bis September 1918 Kommandeur der II. Marine-Brigade im Marinekorps Flandern.

## Leben

### Herkunft
Georg entstammte der sächsischen Linie des Adelsgeschlechts Ammon. Er war ein Sohn des sächsischen Hauptmanns Kurt von Ammon (1837–1870) und dessen Ehefrau Sophie, geborene von Hollen (* 1843). Der Oberappellationsrat Moritz Wilhelm von Ammon war sein Großvater.

### Militärkarriere
Ammon trat mit der Crew 1884 am 21. April 1884 in die Kaiserliche Marine ein und wurde zum Seeoffizier ausgebildet. Als 1894 der Sohn Kaiser Wilhelms II., Adalbert, in die Marine eintrat, wurde Ammon durch Adolf von Deines zur Betreuung ausgewählt. 1896 diente Ammonn in der Ostasiatischen Kreuzerdivision im Dienstgrad Oberleutnant zur See als Flaggleutnant für den Divisionschef, Konteradmiral Alfred von Tirpitz.
Von Januar 1905 bis September 1907 war er Admiralstabsoffizier des I. Geschwaders der Hochseeflotte. Zugleich war er aus eigenen Wunsch hin, welcher auch erfüllt wurde, von November 1905 bis April 1907 Kommandant des Kleinen Kreuzers Falke und von April bis 1907 Referent in der Zentralabteilung des Reichsmarineamts. Im Oktober 1907 wurde er zum Fregattenkapitän befördert und zum Vorstand der Abteilung für militärische Fragen der Schiffskonstruktion und Waffenausbildung im Reichsmarineamt ernannt. In dieser Funktion wurde er am 27. Januar 1909 zum Kapitän zur See befördert.
Von September 1909 bis August 1914 kommandierte er nacheinander die Linienschiffe Braunschweig, Kaiser – als Indienststellungskommandant – und Württemberg. Anschließend war er nach Ausbruch des Ersten Weltkriegs bis November 1914 Chef des Trosses der Hochseeflotte, und ab Januar 1915 vertrat er bis März 1915 den Chef des VI. Geschwaders der Hochseeflotte.
Im September 1915 wurde er zum Konteradmiral befördert und zum Kommandanten der Befestigung des Reichskriegshafens Kiel ernannt. Er hielt diesen Posten bis Dezember 1916. Im Januar 1917 wurde er zum Marinekorps Flandern versetzt und mit dem Kommando über die I. Marine-Brigade betraut. Im November 1917 wechselte er in gleicher Funktion zur II. Marine-Brigade. Am 18. September 1918 erhielt er den Charakter als Vizeadmiral, und am 28. Oktober 1918 wurde er zur Disposition gestellt.